# Łaciński patriarcha Antiochii
Łaciński patriarcha Antiochii – urząd ustanowiony przez Boemunda, pierwszego księcia Antiochii.
Dotychczasowy prawosławny patriarcha Antiochii został wydalony i udał się do Konstantynopola.
Po upadku Antiochii w 1268, urząd miał charakter tytularny, a patriarcha urzędował w bazylice św. Marii w Rzymie. Został oficjalnie zniesiony w 1964.

## Łacińscy patriarchowie Antiochii
- 1098–1100 – Piotr I z Narbonu
- 1100–1135 – Bernard z Walencji
- 1135–1139 – Ralf I z Domfront
- 1139–1193 – Aimery z Limoges(inne języki)
- 1193–1196 – Ralf II (łaciński patriarcha Antiochii)
- 1196–1208 – Piotr II z Angouleme
- 1209–1217 – Piotr III z Locedio
- 1217–1219 – Pelagio Galvani (elekt, wybór nie zatwierdzony)
- 1219 – Pietro Capuano (elekt)
- 1219–1225 – Rainiero
- 1226–1245 – Alberto Rezzato
- 1247–1292 tytularnie od 1268 – Opizo Fieschi
- 1311–1342 – Isnardo Tacconi
- 1342–1363 – Geraldus Oddonis
- 1364–1375 – Raimundus de Salg
- 1375–1380 – Petrus Clasquerin
- 1380–1408 – Seguinus (obediencja awiniońska)
- 1408–1415 – Joannes (obediencja awiniońska)
- ?-1397 – Giovanni de Vico
- 1397–1416 – Václav Králík z Buřenic (Wenzel Gerard von Burenitz)
- 1439–1447 – Dionysius de Molendinis
- 1449–1457 – Giacomo Orsini
- 1457–1470 – Guillaume de la Tour
- 1471 – Guilelmus
- 1471–1472 – Gerard de Crussol
- 1473–1485 – Lorenzo Zane
- 1485–1494 – Giordano Gaetano d'Aragona
- 1495–1502 – Sebastianus
- 1504–1529 – Alfonso Carafa
- 1529–1553 – Ignatius
- 1566–1568 – Ferdinandus de Loasae
- 1568–1611 – Juan de Ribera
- 1611–1622 – Tommaso d'Avalos d'Aragona
- 1622–1626 – Luigi Caetani
- 1626–1629 – Giovanni Battista Pamphili
- 1629–1633 – Cesare Monti
- 1634–1667 – Fabio a Lagonissa
- 1667–1693 – Giacomo Altoviti
- 1693–1699 – Michelangelo Mattei
- 1701–1710 – Karol de Tournon
- 1711–1717 – Giberto Bartolomeo Borromeo
- 1724–1735 – Filippo Anastasi
- 1735–1743 – Joaquín Fernández Portocarrero
- 1743–1749 – Antonio Maria Pallavicini
- 1751–1766 – Ludovico Calini
- 1766–1781 – Domenico Giordani
- 1781–1788 – Carlo Camuzi
- 1788–1795 – Giulio Maria della Somaglia
- 1795–1799 – Giovanni Francesco Guidi di Bagno-Talenti
- 1799–1813 – Antonio Despuig y Dameto
- brak danych
- 1822–1833 – Lorenzo Girolamo Mattei
- brak danych
- 1882–1884 – Placidus Ralli
- 1895–1899 – Francesco di Paola Cassetta
- 1899–1901 – Carlo Nocella, zmarły w 1903, został łacińskim patriarchą Konstantynopola.
- 1901–1915 – Lorenzo Passarini
- 1916–1925 – Władysław Michał Zaleski
- 1925–1953 – Roberto Vicentini
- 1953–1964 – wakat

Zniesienie patriarchatu w 1964 r.